# Os Donos da Bola
Os Donos da Bola é um programa esportivo local exibido pela Rede Bandeirantes, no formato Mesa redonda. O programa tem como foco o futebol, e eventualmente recebe convidados especiais.
O programa possui diversas versões locais realizadas pelas emissoras próprias e afiliadas da Band em todo o Brasil. Em um pequeno período entre anos de 2018 e 2019, a versão paulistana era reprisada para todo o Brasil durante as madrugadas da emissora do Grupo Bandeirantes, em razão do rompimento de contrato no que se refere ao arrendamento da programação com a Igreja Universal do Reino de Deus. E de 08 de junho de 2015 a 2018, o programa foi reprisado pelo canal pago BandSports; tendo sua reestreia realizada em 22 de novembro de 2021.

## Versão paulista
Em 2009, o telejornal local SP Acontece passa a ter a apresentação de José Luiz Datena que reformulou o programa, deixando de ser um noticiário factual, para transformar-se em um noticiário esportivo. Posteriormente, a atração passa a receber convidados e comentaristas fazendo que o formato de mesa redonda se torna-se mais aparente. Em 2011, Datena rescinde o contrato com a Band e vai para Record e Neto assume a apresentação do SP Acontece, que futuramente passaria a ser chamar Os Donos da Bola. Após uma breve passagem pela Record, Datena retorna a TV Bandeirantes, porém, Neto continua sendo apresentador do SP Acontece mesmo com o retorno do apresentador de Datena.
No dia 6 de março de 2012, o SP Acontece iria ao ar pela última vez para dar espaço a um programa esportivo de fato, sendo batizado com o nome de Os Donos da Bola exibido para São Paulo e apresentado pelo Craque Neto desde da estreia em 7 de março de 2012 até os dias atuais.

## Versão fluminense
Os Donos da Bola no Rio de Janeiro é um programa jornalístico esportivo transmitido para todo o Estado pela Band Rio. A atração estreou em 29 de abril de 2013, com o comando de José Carlos Araújo, junto de Gérson Canhotinha de Ouro, Gilson Ricardo, Dé Aranha e Fernanda Maia. Em 2014, o quarteto de veteranos saiu do Grupo Bandeirantes e o repórter Sandro Gama assumiu a atração, junto de Fernanda e dos comentaristas Edmundo e Branco. Em abril de 2015, devido a crise financeira da Band, o programa é reformulado, tem a equipe própria dispensada e passa a ser produzido e apresentado pelo locutor Edilson Silva, que leva junto sua equipe, que estava na CNT e já estava no Grupo, contratados que foram pela Bradesco Esportes FM. O programa vai ao ar às 12:00 e tem como foco o futebol do Rio de Janeiro, quase sempre com convidados especiais e com links diretos com informações ao vivo dos principais times cariocas, Botafogo, Flamengo, Fluminense e Vasco da Gama. O programa é transmitido simultaneamente online pela página oficial no Facebook. Em 31 de dezembro de 2021, foi exibido o último programa sob o comando da equipe de Edilson Silva, que deixou a emissora. A atração saiu de férias (tendo seu espaço ocupado pelo debate de SP do Jogo Aberto e por outros programas locais da emissora) e retornou em 17 de janeiro de 2022, com novo formato e apresentação de Getúlio Vargas e comentários de Carlos Alberto e do influencer Eduardo Fui Clear Semblano. 6 meses depois, Edu Fui Clear deixou o programa e a emissora, sendo substituído pelos repórteres da atração. Em 09 de fevereiro de 2023, quem saiu da atração foi Carlos Alberto, que foi demitido da emissora, após um torcedor do Flamengo dizer que ele o agrediu. Por causa disso, o programa passou a ter um revezamento de comentaristas no estúdio.

## Versão gaúcha

Logotipo da versão gaúcha do programa, destacando as cores de e

Os Donos da Bola no Rio Grande do Sul estreou no dia 29 de abril de 2013 em substituição do bloco local do Jogo Aberto para todo o estado a partir das 13h. Tem como foco a discussão de temas relacionados ao futebol gaúcho e principalmente sobre a dupla Grenal. O programa teve inúmeros participantes e comentaristas durante todos esses anos, tendo como a principal revelação o repórter Chico Garcia, que começou a fazer participações no debate do Jogo Aberto até deixar a Band RS e passar a fazer parte da equipe fixa do programa na Rede Bandeirantes em São Paulo. Atualmente tem a apresentação de Filipe Gamba e tem o início a partir das 12:30.

## Versão mineira
Os Donos da Bola em Minas Gerais estreou dia 29 de abril de 2013, transmitido para a área de cobertura da Band Minas, incluindo a região metropolitana de Belo Horizonte e algumas cidades do interior e é apresentado pelo comentarista Héverton Guimarães.